# Vạn Mai
Vạn Mai là một xã thuộc huyện Mai Châu, tỉnh Hòa Bình, Việt Nam.
Xã Vạn Mai có diện tích 35,97 km², dân số năm 1999 là 2842 người, mật độ dân số đạt 79 người/km².